# Bibi (Vorname)
Bibi bzw. Bibbi ist ein weiblicher Vorname und Spitzname.

## Herkunft und Bedeutung
Bibi ist häufig eine Variante von Birgit, Brigitte oder auch Bianca, seltener  von Benjamin. Als Vor- und Spitzname ist er besonders in Skandinavien und Deutschland verbreitet.

## Bekannte Namensträger

### Vorname
- Bibi Andersson, schwedische Schauspielerin
- Bibi Besch, österreichisch-amerikanische Schauspielerin
- Bibi Bourelly (* 1994), deutsch-amerikanische Singer-Songwriterin
- Bibi Johns, schwedische Sängerin und Schauspielerin
- Bibi Naceri, französischer Schauspieler und Drehbuchautor

fiktive Figuren
- Bibi Blocksberg, Name und Hauptfigur einer Kinderspielserie
- Bibi Fellner, Kommissarin der Fernsehserie „Tatort“ in Folgen des ORFs, siehe auch Adele Neuhauser #Fernsehserien und -reihen

### Spitzname
- Benjamin Netanjahu, israelischer Politiker, genannt Bibi
- Bianca Heinicke, deutsche YouTuberin (BibisBeautyPalace)
- Joachim Appel, ehemaliger deutscher Eishockeytorhüter, genannt Bibi
- Herbert Bonewitz, deutscher Kabarettist, genannt Prinz Bibi